# Sant Lliser d'Arcalís

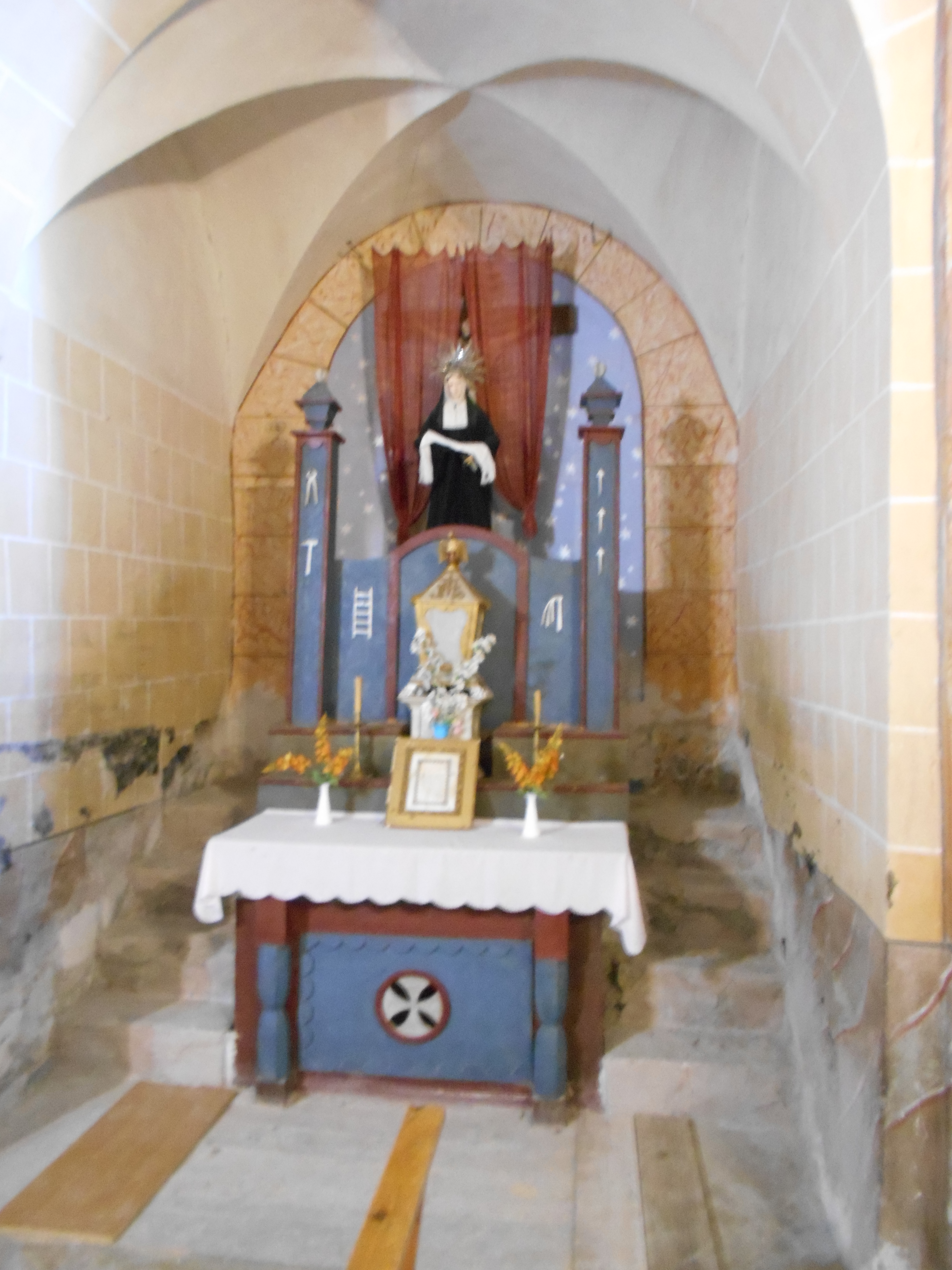
Un retaula lateral, de tradició popula

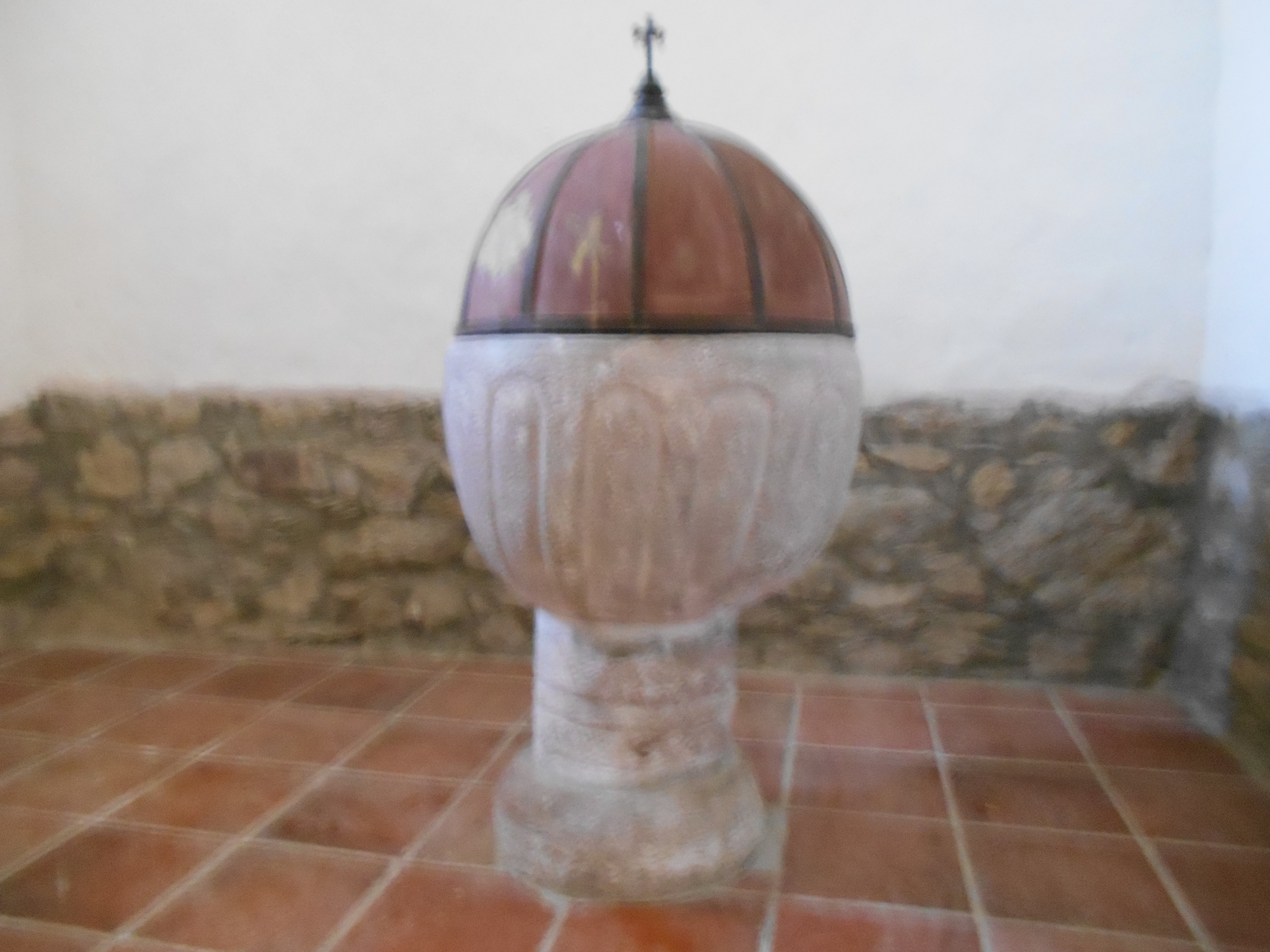
Pica baptismal de Sant Lliser

Sant Lliser d'Arcalís és l'església parroquial del poble d'Arcalís, en el terme municipal de Soriguera, a la comarca del Pallars Sobirà. Pertany a l'antic terme d'Estac. Es troba a l'extrem meridional, més enlairat, del poble.

## Descripció
Es tracta d'un edifici de planta rectangular, amb capçalera orientada i porta situada a l'extrem de ponent. Aquesta és d'arc de mig punt. Damunt s'obre una finestra. La capçalera sobresurt del cos de la nau. Cobreix tot l'edifici un llosat a dues aigües de llicorella. Adossat a l'extrem sud-oest de la nau, es troba la torre-campanar que, de secció quadrada en la seva part baixa, és vuitavada a partir de la coberta. La façana presenta un arrebossat de ciment. Els paraments són blocs de pedra roig sense desbastar.